# BR-222

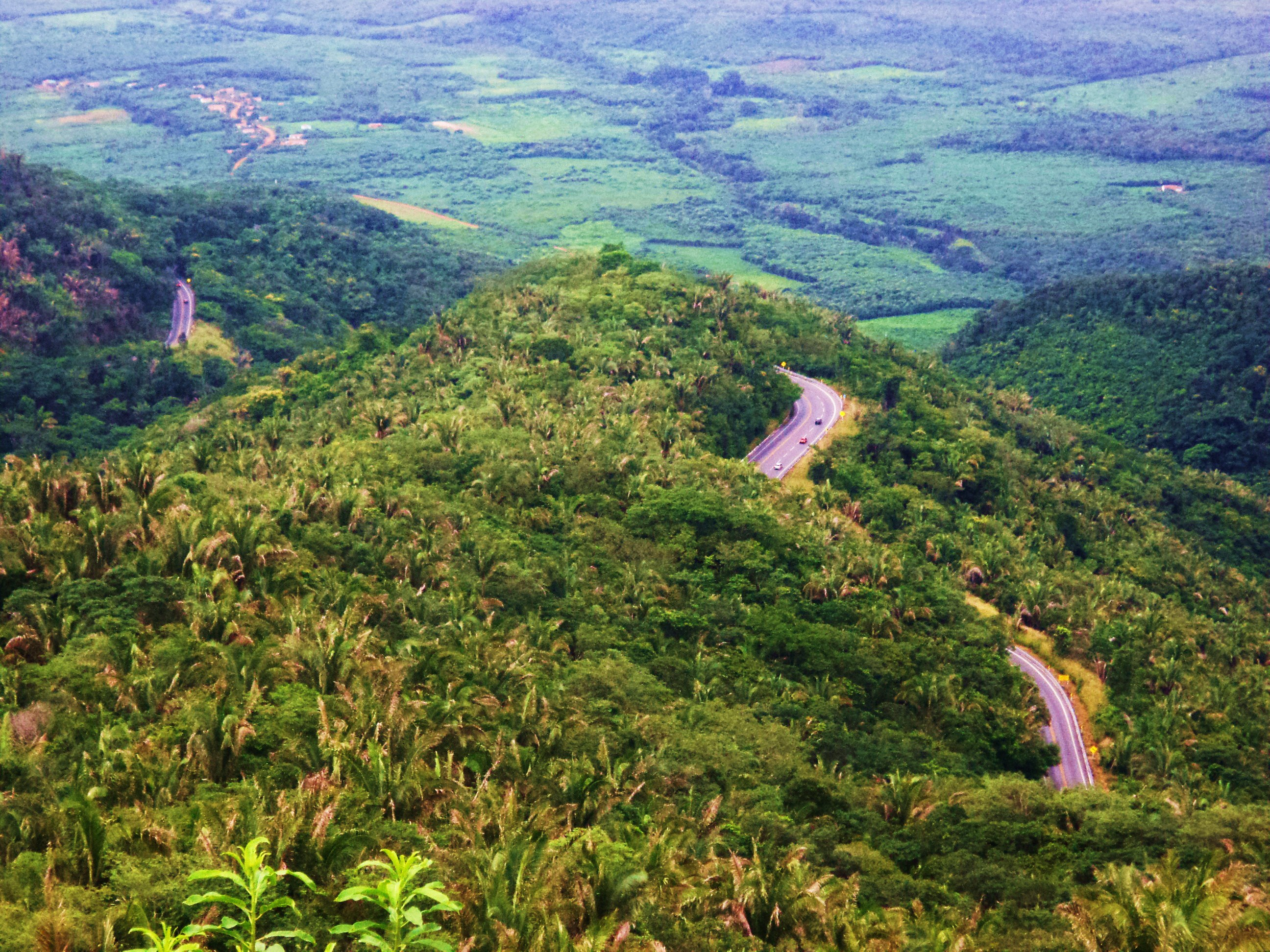
BR-222 na Serra da Ibiapaba.

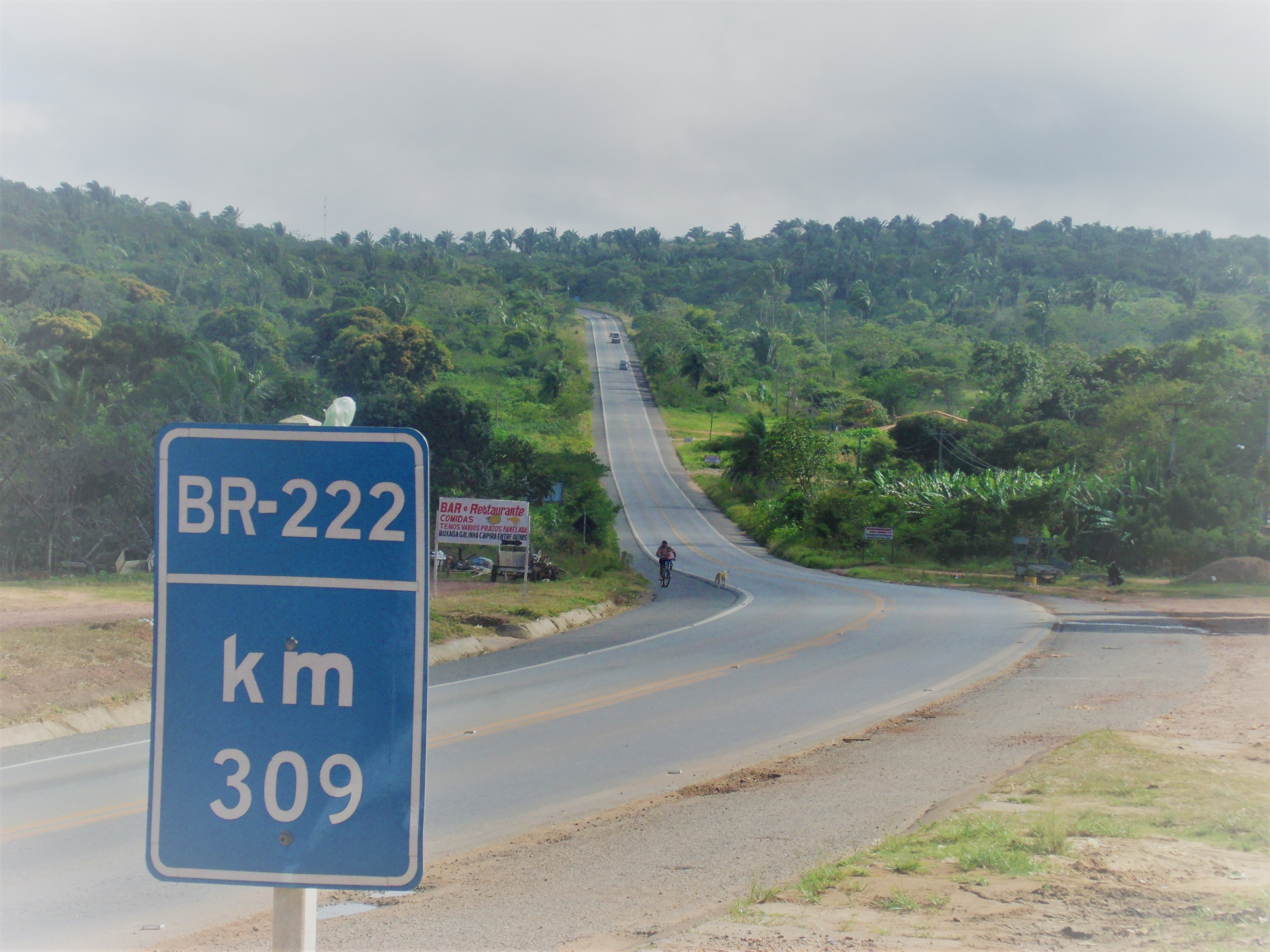
BR-222, km 309 - Tianguá-CE.

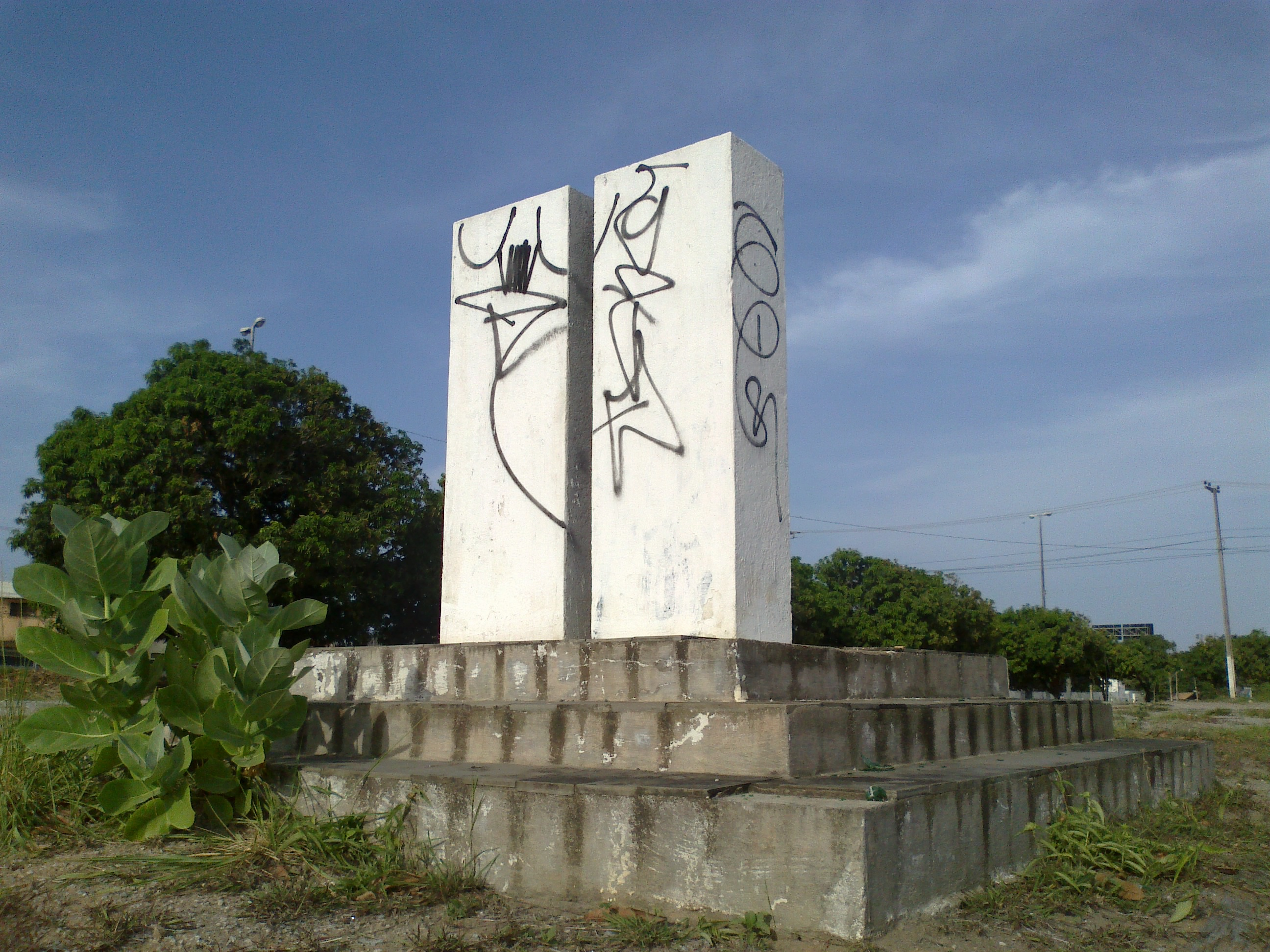
Marco na BR-222 em Caucaia-CE.

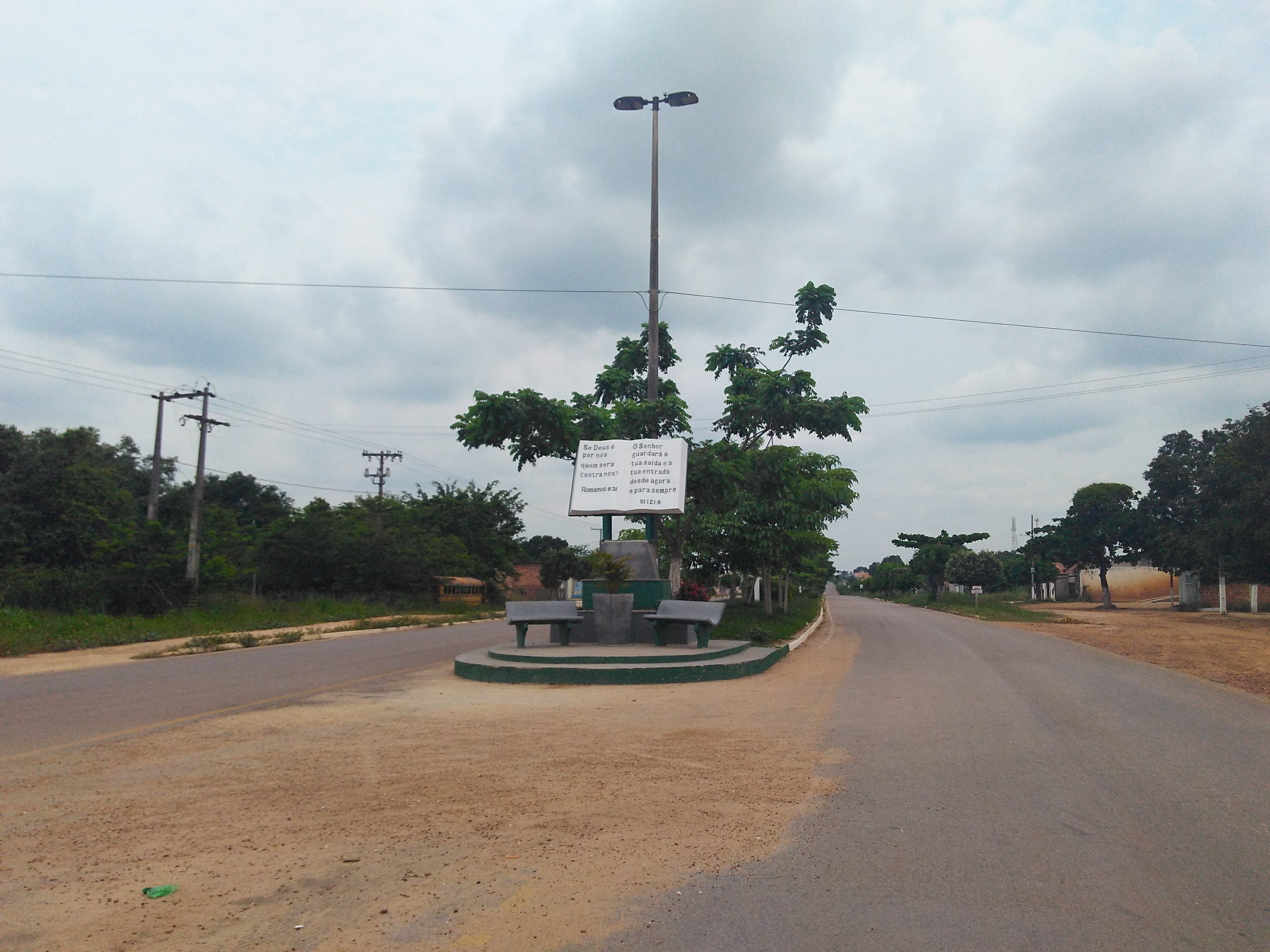
Monumento da Bíblia, na BR-222

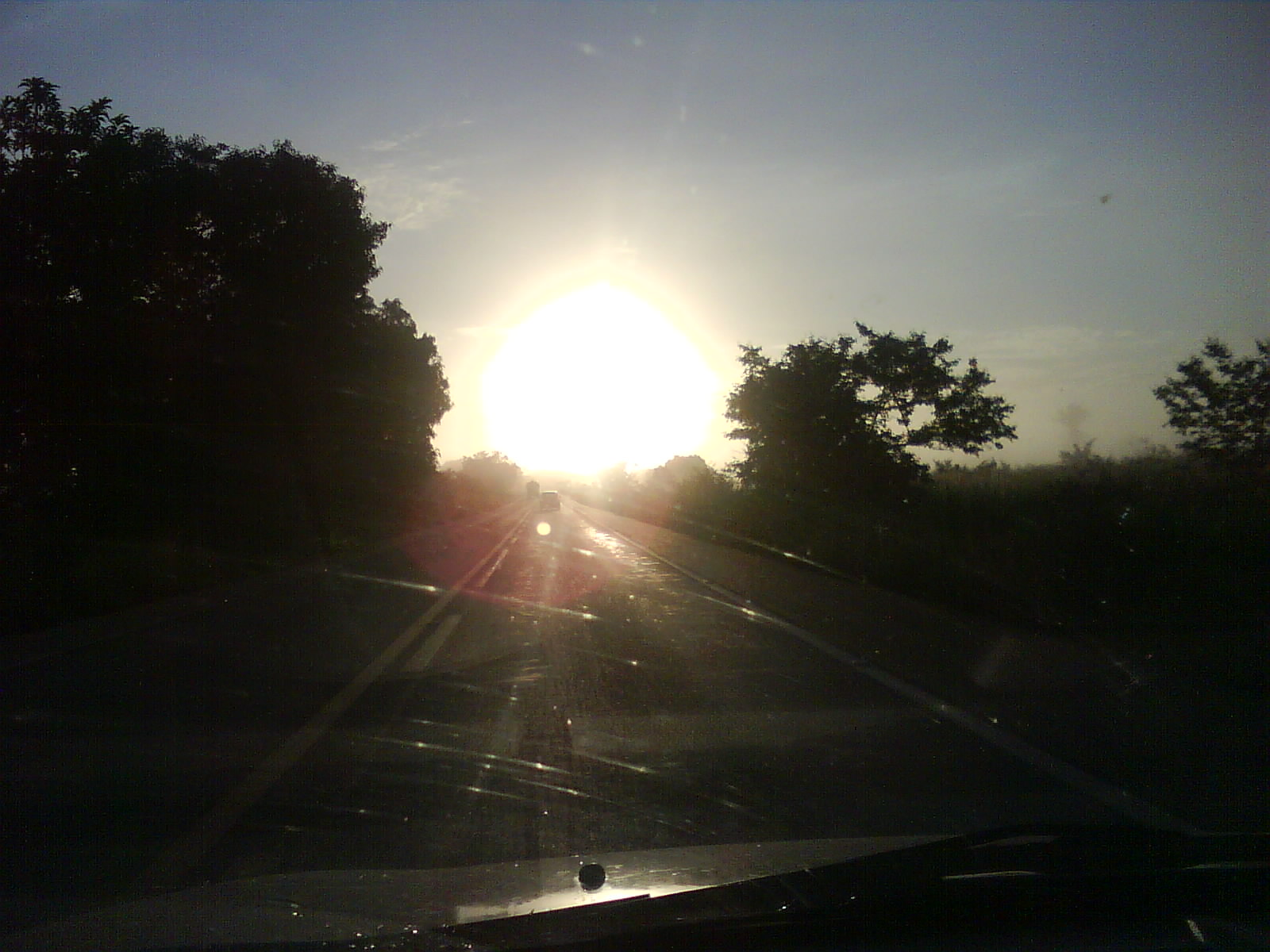
Nascer do sol BR-222, em Vitória do Mearim-MA.

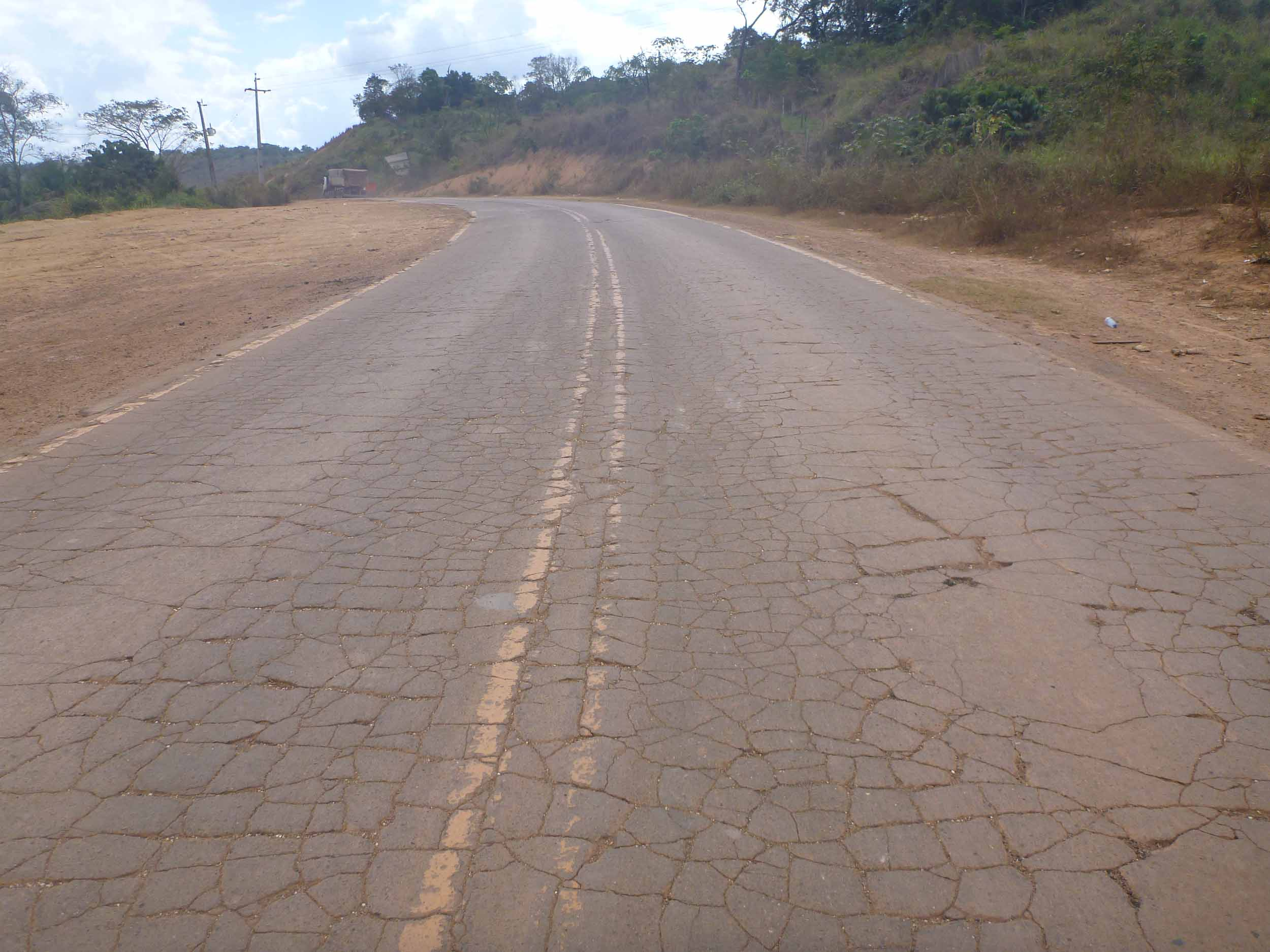
BR-222 no Maranhão.

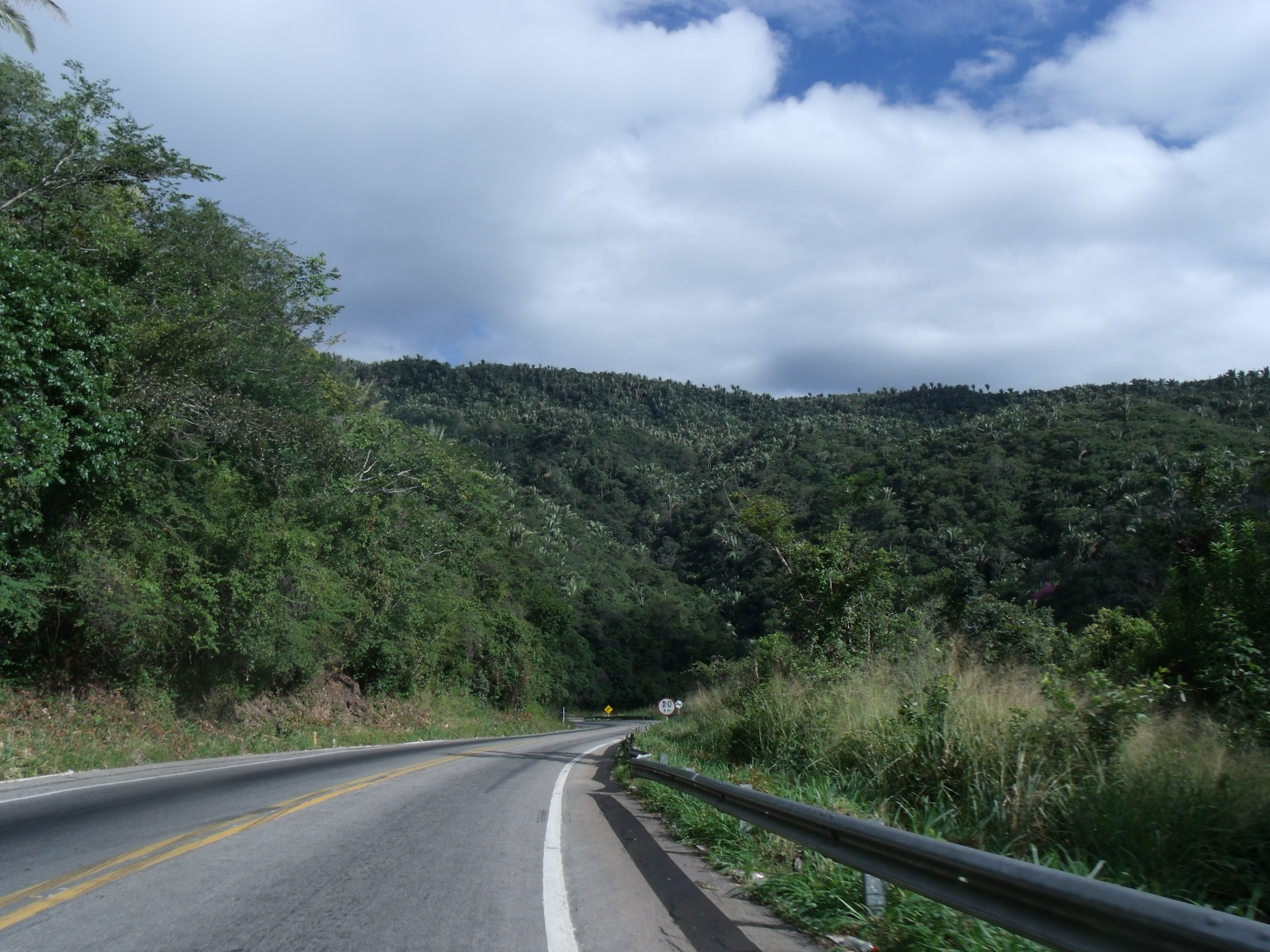
BR-222 Ladeira da Serra de Ibiapaba.

A BR-222 é uma rodovia federal que, estende-se atualmente de Fortaleza, capital do Ceará, à cidade de Marabá, no Pará, interligando, além de Ceará e Pará, os estados de Piauí e Maranhão. Sua extensão atual é de 1811,6 km.
Passa por grandes centros urbanos, como Fortaleza (onde possui um pequeno trecho duplicado de 14 km até o Anel Viário de Fortaleza), ligando regiões ricas economicamente, como sudeste do estado do Pará ao restante do Brasil.
A duplicação da rodovia está sendo feita em concreto pelo governo federal através do DNIT, entre Caucaia e o Porto do Pecém no Ceará.
Em seu percusso atual irá integrar, depois de concluída a federalização da Estrada do Rio Preto na área municipal de Marabá, regiões mineradoras ao território nacional.